# バージン・ロープ
『バージン・ロープ』は、速野悠二による日本の漫画作品。秋田書店の雑誌『チャンピオンRED』にて連載された。単行本は全1巻。

## あらすじ
主人公・天乃叉絵夢（あまの さえむ）は、妖捕縛吏（あやかしほばくり）で日々、妖を封印する為に戦っている。封印時に使用する注連縄（バージンロープ）が主題になっている。連載時には毎回バージン○○というタイトルだった。戦う相手は毎回、叉絵夢の敏感な部分を様々な手段で攻めてくる。尻子玉を抜かれると理性を失い快楽に溺れる。

## 登場人物
天乃叉絵夢（あまの さえむ）
ハグレ妖怪を取り締まるのが仕事の妖捕縛吏で女子高校生の主人公。人と妖怪たちの共存の架け橋となるため、注連縄（バージンロープ）によって妖を封印する。物語の進行上、毎回ピンチに陥る。本人は自覚は無いがＭ（マゾ）体質で快楽責めに弱く、妖怪たちに何度も開発されたアナルが最大の弱点。
八幡魅恵留（はちまん みえる）
叉絵夢の姉。妖捕縛吏でありながら不覚にも処女を失い妖に憑りつかれ、叉絵夢と戦う。妹と同じくＭ（マゾ）体質。
きらら
百合属性のある河童。
海坊主
4話に登場した。
あえす
叉絵夢の師匠。叉絵夢を修行と偽り嬲るのが趣味。
かすみ
5話に登場した百合属性のある小豆洗い。
理凰（りおう）
人外妖捕縛吏。
恵夷知（えいち）
人外妖捕縛吏。
稀衣花（けいか）
人外妖捕縛吏。
吾以螺（あいら）
人外妖捕縛吏。

## タイトル
1. バージン・ロープ
2. バージン・トレイン
3. バージン・コスチューム
4. バージン・ビキニ
5. バージン・ビーンズ
6. バージン・プレグナント
7. バージン・ペルソナ

## 単行本
- 速野悠二 『バージン・ロープ』 秋田書店〈チャンピオンREDコミックス〉、全1巻
  1. 2009年11月20日発売、ISBN 978-4-253-23029-2